# Guatemala op de Olympische Zomerspelen 1996
Guatemala nam deel aan de Olympische Zomerspelen 1996 in Atlanta, Verenigde Staten. Er werden geen medailles gewonnen door Guatemala.

## Deelnemers en resultaten per onderdeel

### Atletiek
| Olympiër             | Discipline            | Resultaat | Prestatie         |
| -------------------- | --------------------- | --------- | ----------------- |
| Luis Martinez        | marathon (m)          | 82e       | 2:29.55           |
| Luis Fernando García | 20km snelwandelen (m) | 43e       | 1:28.28           |
| Julio René Martínez  | 20km snelwandelen (m) | DSQ       | gediskwalificeerd |
| Roberto Oscal        | 20km snelwandelen (m) | DSQ       | gediskwalificeerd |
| Hugo López           | 50km snelwandelen (m) | DSQ       | gediskwalificeerd |
| Julio César Urías    | 50km snelwandelen (m) | 17e       | 3:56.27           |

### Badminton
| Olympiër         | Discipline    | Resultaat | Prestatie                                        |
| ---------------- | ------------- | --------- | ------------------------------------------------ |
| Kenneth Erichsen | enkelspel (m) | 33e       | 1ste ronde: V van SWE Olsson: 12-15, 15-6, 15-17 |

### Gewichtheffen
| Olympiër     | Discipline | Resultaat | Prestatie                                                     |
| ------------ | ---------- | --------- | ------------------------------------------------------------- |
| Luis Medrano | -54kg (m)  | 20e       | trekken: 18de met 100kg stoten: 20ste met 120kg totaal: 220kg |

### Judo
| Olympiër      | Discipline | Resultaat | Prestatie                    |
| ------------- | ---------- | --------- | ---------------------------- |
| Juan González | -71kg (m)  | 33e       | 1ste ronde: V van HUN Hajtos |
| Rodolfo Cano  | -86kg (m)  | 32e       | 1ste ronde: V van CAN Gill   |

### Kanovaren
| Olympiër        | Discipline | Resultaat | Prestatie |
| Slalom          | Slalom     | Slalom    | Slalom    |
| --------------- | ---------- | --------- | --------- |
| Benjamin Kvanli | K-1 (m)    | 33e       | 164,34    |

### Schermen
| Olympiër         | Discipline | Resultaat | Prestatie                          |
| ---------------- | ---------- | --------- | ---------------------------------- |
| Carmen Rodríguez | floret (v) | 33e       | 1ste ronde: V van ISR Ohayon: 2-15 |

### Schietsport
| Olympiër                 | Discipline            | Resultaat | Prestatie                                                                           |
| ------------------------ | --------------------- | --------- | ----------------------------------------------------------------------------------- |
| Sergio Sánchez           | 50m pistool (m)       | 8e        | kwalificatie: 8ste met 563 punten (92-95-89-98-94-95) finale: 8ste met 657,1 punten |
| Sergio Sánchez           | 10m luchtpistool (m)  | 36e       | kwalificatie: 36ste met 573 punten (98-95-93-98-95-94)                              |
| Francisco Romero Arribas | skeet (m)             | 45e       | kwalificatie: 45ste met 113 punten (68-45)                                          |
| Juan Carlos Romero       | skeet (m)             | 26e       | kwalificatie: 26ste met 118 punten (75-43)                                          |
| Attila Solti             | 10m bewegend doel (m) | 8e        | kwalificatie: 8ste met 570 punten (286-284) finale: 8ste met 667,0 punten           |

### Wielersport
| Olympiër        | Discipline       | Resultaat | Prestatie      |
| Baan            | Baan             | Baan      | Baan           |
| --------------- | ---------------- | --------- | -------------- |
| Juan Curuchet   | puntenkoers (m)  | 23e       | 0 punten       |
| Weg             |                  |           |                |
| Anton Villatoro | tijdrit (m)      | 25e       | 1:10.34        |
| Felipe López    | wegwedstrijd (m) | DNF       | niet gefinisht |
| Omar Ochoa      | wegwedstrijd (m) | DNF       | niet gefinisht |
| Marlon Paniagua | wegwedstrijd (m) | DNF       | niet gefinisht |
| Edvin Santos    | wegwedstrijd (m) | DNF       | niet gefinisht |
| Anton Villatoro | wegwedstrijd (m) | DNF       | niet gefinisht |

### Worstelen
| Olympiër      | Discipline  | Resultaat   | Prestatie                                                         |
| Vrije stijl   | Vrije stijl | Vrije stijl | Vrije stijl                                                       |
| ------------- | ----------- | ----------- | ----------------------------------------------------------------- |
| Mynor Ramírez | -48kg (m)   | 17e         | 1ste ronde: V van USA Eiter: 0-12 2de ronde: V van NGR Jacob: 0-3 |

### Zeilen
| Olympiër       | Discipline             | Resultaat | Prestatie                                   |
| -------------- | ---------------------- | --------- | ------------------------------------------- |
| Cristian Ruata | mistral one design (m) | 45e       | 296,0 punten: (44-44-43-DSQ-41-43-38-45-43) |

### Zwemmen
| Olympiër            | Discipline          | Resultaat | Prestatie                |
| ------------------- | ------------------- | --------- | ------------------------ |
| Juan Luis Bocanegra | 100m vrije slag (m) | 58e       | serie 2: 8ste in 54,05   |
| Roberto Bonilla     | 200m schoolslag (m) | 30e       | serie 1: 1ste in 2.21,86 |

Afghanistan · Albanië · Algerije · Amerikaanse Maagdeneilanden · Amerikaans-Samoa · Andorra · Angola · Antigua‑Barbuda · Argentinië · Armenië · Aruba · Australië · Azerbeidzjan · Bahama's · Bahrein · Bangladesh · Barbados · België · Belize · Benin · Bermuda · Bhutan · Bolivia · Bosnië en Herzegovina · Botswana · Brazilië · Britse Maagdeneilanden · Brunei · Bulgarije · Burkina Faso · Burundi · Cambodja · Canada · Centraal-Afrikaanse Republiek · Chili · China · Chinees Taipei · Colombia · Comoren · Congo-Brazzaville · Cookeilanden · Costa Rica · Cuba · Cyprus · Denemarken · Djibouti · Dominica · Dominicaanse Republiek · Duitsland · Ecuador · Egypte · El Salvador · Equatoriaal-Guinea · Estland · Ethiopië · Fiji · Filipijnen · Finland · Frankrijk · Gabon · Gambia · Georgië · Ghana · Grenada · Griekenland · Groot-Brittannië · Guam · Guatemala · Guinee · Guinee-Bissau · Guyana · Haïti · Honduras · Hongarije · Hongkong · Ierland · IJsland · India · Indonesië · Irak · Iran · Israël · Italië · Ivoorkust · Jamaica · Japan · Jemen · Joegoslavië · Jordanië · Kaaimaneilanden · Kaapverdië · Kameroen · Kazachstan · Kenia · Kirgizië · Koeweit · Kroatië · Laos · Lesotho · Letland · Libanon · Liberia · Libië · Liechtenstein · Litouwen · Luxemburg ·  Macedonië · Madagaskar · Malawi · Malediven · Maleisië · Mali · Malta · Marokko · Mauritanië · Mauritius · Mexico · Moldavië · Monaco · Mongolië · Mozambique · Myanmar · Namibië · Nauru · Nederland · Nederlandse Antillen · Nepal · Nicaragua · Nieuw-Zeeland · Niger · Nigeria · Noord-Korea · Noorwegen · Oeganda · Oekraïne · Oezbekistan · Oman · Oostenrijk · Pakistan · Palestina · Panama · Papoea-Nieuw-Guinea · Paraguay · Peru · Polen · Portugal · Puerto Rico · Qatar · Roemenië · Rusland · Rwanda · Saint Kitts en Nevis · Saint Lucia · Saint Vincent en Grenadines · Salomonseilanden · Samoa · San Marino · Sao Tomé en Principe · Saoedi-Arabië · Senegal · Seychellen · Sierra Leone · Singapore · Slovenië · Slowakije · Soedan · Somalië · Spanje · Sri Lanka · Suriname · Swaziland · Syrië · Tadzjikistan · Tanzania · Thailand · Togo · Tonga · Trinidad en Tobago · Tsjaad · Tsjechië · Tunesië · Turkije · Turkmenistan · Uruguay · Vanuatu · Venezuela · Verenigde Arabische Emiraten · Verenigde Staten · Vietnam · Wit-Rusland · Zaïre · Zambia · Zimbabwe · Zuid-Afrika · Zuid-Korea · Zweden · Zwitserland